# Linha do tempo das viagens espaciais por nacionalidade

Mapa dos países (e Estados sucessores) cujos cidadãos voaram ao espaço até agosto de 2023.
Nota: cidadãos dos agora extintos Alemanha Oriental, Checoslováquia e União Soviética também voaram ao espaço.

Desde o primeiro voo espacial tripulado realizado pela União Soviética, cidadãos de 42 países voaram ao espaço. Para cada nacionalidade, a data do lançamento da primeira missão é listada. Esta lista é baseada na nacionalidade da pessoa na época do lançamento. Apenas 3 dos 41 "primeiros no espaço" foram mulheres (Helen Sharman pelo Reino Unido em 1991, Anousheh Ansari pelo Irã em 2006 e Yi So-yeon para a Coréia do Sul em 2008). Apenas três nações (União Soviética/Rússia, EUA e China) lançaram suas próprias naves tripuladas, com os Soviéticos/Russos e os EUA provendo caronas para os astronautas de outras nações. Vinte e sete "primeiros voos" ocorreram em voos Soviéticos ou Russos, enquanto os Estados Unidos realizaram treze.

## Linha do tempo
Nota: Todas as datas são dadas em UTC. Os países em negrito conseguiram capacidade de lançamento tripulado independente.
| No.   | País                   | Nome                                  | Voo               | Data (UTC)              |
| ----- | ---------------------- | ------------------------------------- | ----------------- | ----------------------- |
| 1960s |                        |                                       |                   |                         |
| 1     | União Soviética        | Yuri Gagarin                          | Vostok 1          | 12 de abril de 1961     |
| 2     | Estados Unidos         | Alan Shepard                          | MR-3              | 5 de maio de 1961       |
| 1970s |                        |                                       |                   |                         |
| 3     | Tchecoslováquia        | Vladimír Remek                        | Soyuz 28          | 2 de março de 1978      |
| 4     | Polónia                | Mirosław Hermaszewski                 | Soyuz 30          | 27 de junho de 1978     |
| 5     | Alemanha Oriental      | Sigmund Jähn                          | Soyuz 31          | 26 de agosto de 1978    |
| 6     | Bulgária               | Georgi Ivanov                         | Soyuz 33          | 10 de abril de 1979     |
| 1980s |                        |                                       |                   |                         |
| 7     | Hungria                | Bertalan Farkas                       | Soyuz 36          | 26 de maio de 1980      |
| 8     | Vietname               | Phạm Tuân                             | Soyuz 37          | 23 de julho de 1980     |
| 9     | Cuba                   | Arnaldo Tamayo Méndez                 | Soyuz 38          | 18 de setembro de 1980  |
| 10    | Mongólia               | Jügderdemidiin Gürragchaa             | Soyuz 39          | 22 de março de 1981     |
| 11    | Roménia                | Dumitru Prunariu                      | Soyuz 40          | 14 de maio de 1981      |
| 12    | França                 | Jean-Loup Chrétien                    | Soyuz T-6         | 24 de junho de 1982     |
| 13    | Alemanha Ocidental     | Ulf Merbold                           | STS-9             | 28 de novembro de 1983  |
| 14    | Índia                  | Rakesh Sharma                         | Soyuz T-11        | 3 de abril de 1984      |
| 15    | Canadá                 | Marc Garneau                          | STS-41-G          | 5 de outubro de 1984    |
| 16    | Arábia Saudita         | Sultan al-Saud                        | STS-51-G          | 17 de junho de 1985     |
| 17    | Países Baixos          | Wubbo Ockels                          | STS-61-A          | 30 de outubro de 1985   |
| 18    | México                 | Rodolfo Neri Vela                     | STS-61-B          | 26 de novembro de 1985  |
| 19    | Síria                  | Muhammed Faris                        | Soyuz TM-3        | 22 de julho de 1987     |
| 20    | Afeganistão            | Abdul Ahad Mohmand                    | Soyuz TM-6        | 29 de agosto de 1988    |
| 1990s |                        |                                       |                   |                         |
| 21    | Japão                  | Toyohiro Akiyama                      | Soyuz TM-11       | 2 de dezembro de 1990   |
| 22    | Reino Unido            | Helen Sharman                         | Soyuz TM-12       | 18 de maio de 1991      |
| 23    | Áustria                | Franz Viehböck                        | Soyuz TM-13       | 2 de outubro de 1991    |
| 24    | Rússia                 | Aleksandr Kaleri Aleksandr Viktorenko | Soyuz TM-14       | 17 de março de 1992     |
| 25    | Bélgica                | Dirk Frimout                          | STS-45            | 24 de março de 1992     |
| 26    | Itália                 | Franco Malerba                        | STS-46            | 31 de julho de 1992     |
| 27    | Suíça                  | Claude Nicollier                      | STS-46            | 31 de julho de 1992     |
| 28    | Ucrânia                | Leonid Kadenyuk                       | STS-87            | 19 de novembro de 1997  |
| 29    | Espanha                | Pedro Duque                           | STS-95            | 29 de outubro de 1998   |
| 30    | Eslováquia             | Ivan Bella                            | Soyuz TM-29       | 20 de fevereiro de 1999 |
| 2000s |                        |                                       |                   |                         |
| 31    | África do Sul          | Mark Shuttleworth                     | Soyuz TM-34       | 25 de abril de 2002     |
| 32    | Israel                 | Ilan Ramon                            | STS-107           | 16 de janeiro de 2003   |
| 33    | China                  | Yang Liwei                            | Shenzhou 5        | 15 de outubro de 2003   |
| 34    | Brasil                 | Marcos Pontes                         | Soyuz TMA-8       | 30 de março de 2006     |
| 35    | Irão                   | Anousheh Ansari                       | Soyuz TMA-9       | 18 de setembro de 2006  |
| 36    | Suécia                 | Christer Fuglesang                    | STS-116           | 10 de dezembro de 2006  |
| 37    | Malásia                | Sheikh Muszaphar Shukor               | Soyuz TMA-11      | 10 de outubro de 2007   |
| 38    | Coreia do Sul          | Yi So-yeon                            | Soyuz TMA-12      | 8 de abril de 2008      |
| 2010s |                        |                                       |                   |                         |
| 39    | Dinamarca              | Andreas Mogensen                      | Soyuz TMA-18M     | 2 de setembro de 2015   |
| 40    | Cazaquistão            | Aidyn Aimbetov                        | Soyuz TMA-18M     | 2 de setembro de 2015   |
| 41    | Emirados Árabes Unidos | Hazza Al Mansouri                     | Soyuz MS-15       | 25 de setembro de 2019  |
| 2020s |                        |                                       |                   |                         |
| 42    | Austrália              | Chris Boshuizen                       | Blue Origin NS-18 | 13 de outubro de 2021   |
| 43    | Portugal               | Mário Ferreira                        | Blue Origin NS-22 | 4 de agosto de 2022     |
| 44    | Egito                  | Sara Sabry                            | Blue Origin NS-22 | 4 de agosto de 2022     |
| 45    | Antigua e Barbuda      | Keisha Schahaff Anastatia Mayers      | Galactic 02       | 10 de agosto de 2023    |
| 46    | Paquistão              | Namira Salim                          | Galactic 04       | 6 de outubro de 2023    |
| 47    | Turquia                | Alper Gezeravcı                       | Axiom Mission 3   | 18 de janeiro de 2024   |
| 48    | Bielorrússia           | Marina Vaciliouskaia                  | Soyuz MS-25       | 23 de março de 2024     |

## Galeria

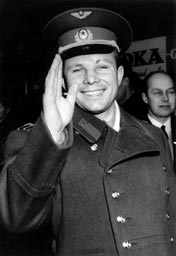
Yuri Gagarin, da União Soviética, a primeira pessoa no espaço (1961)
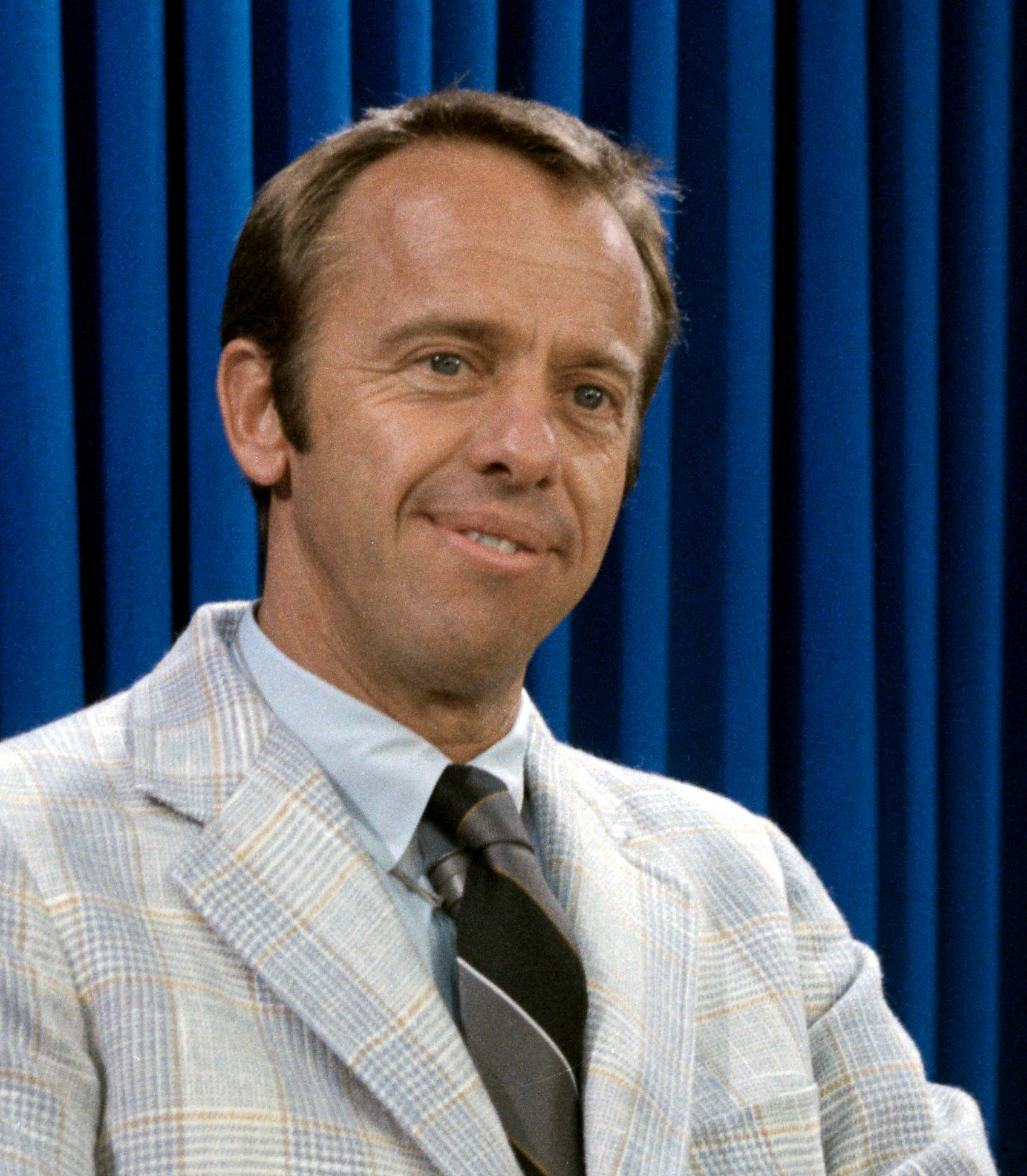
Alan Shepard, dos Estados Unidos, a segunda nação a enviar uma pessoa ao espaço (1961)
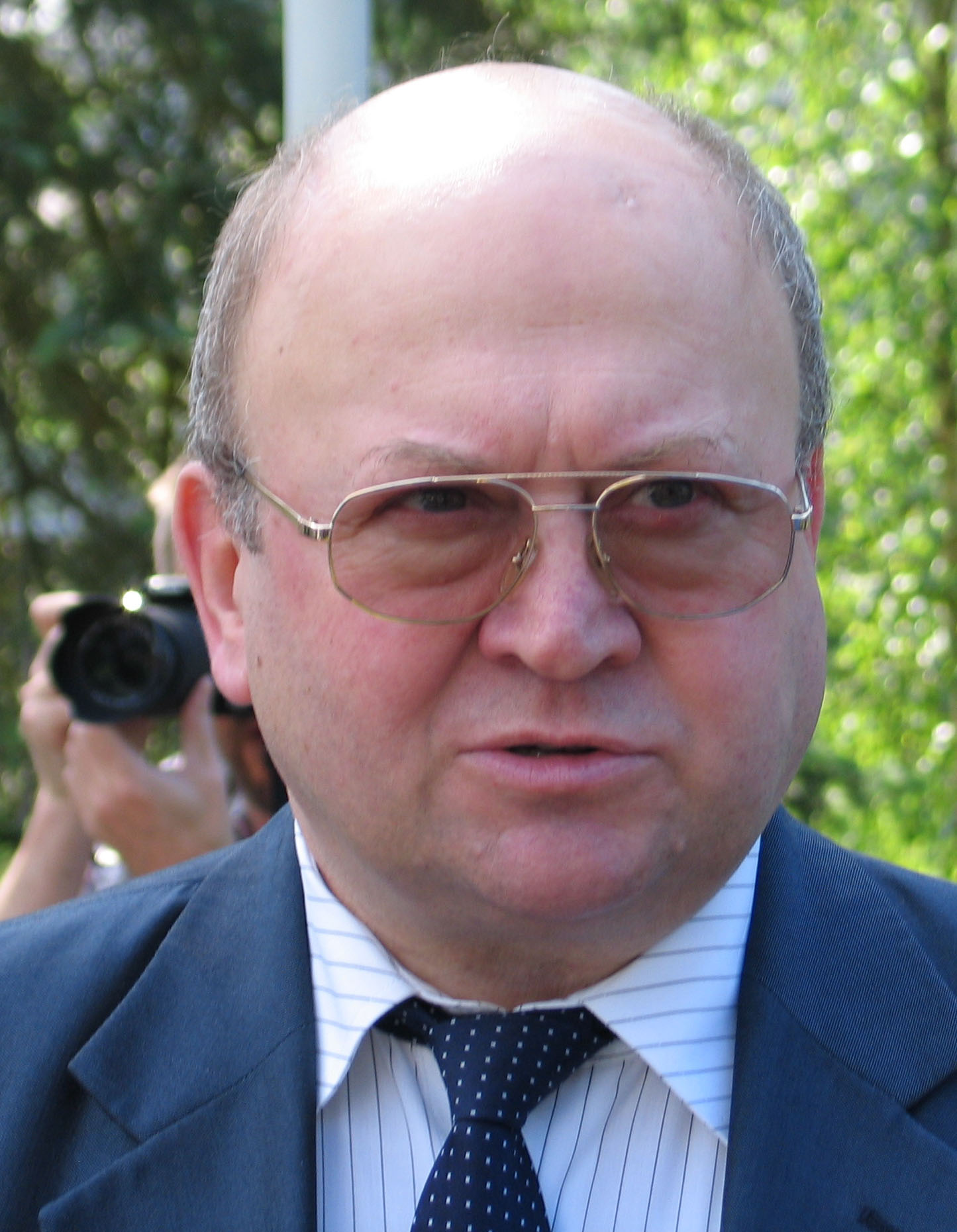
Vladimír Remek da Checoslováquia, o primeiro Checoslovaco no espaço (1978)
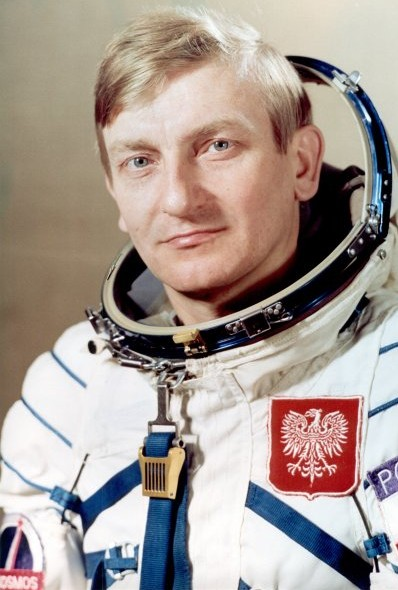
Mirosław Hermaszewski da Polônia, o primeiro polonês no espaço (1978)
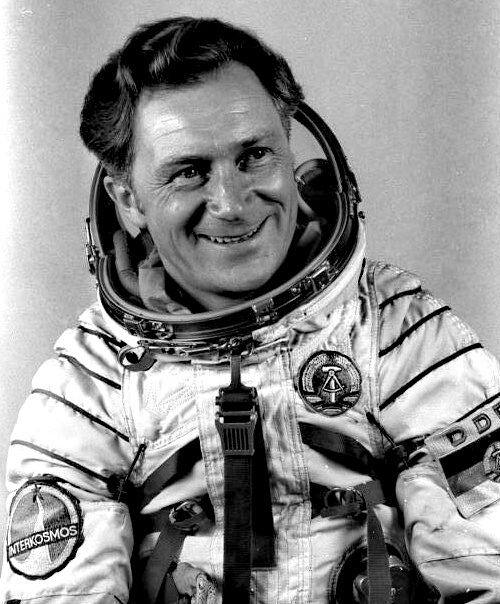
Sigmund Jähn da Alemanha Oriental, o primeiro alemão no espaço (1978)
Rakesh Sharma, o primeiro indiano no espaço (1984)
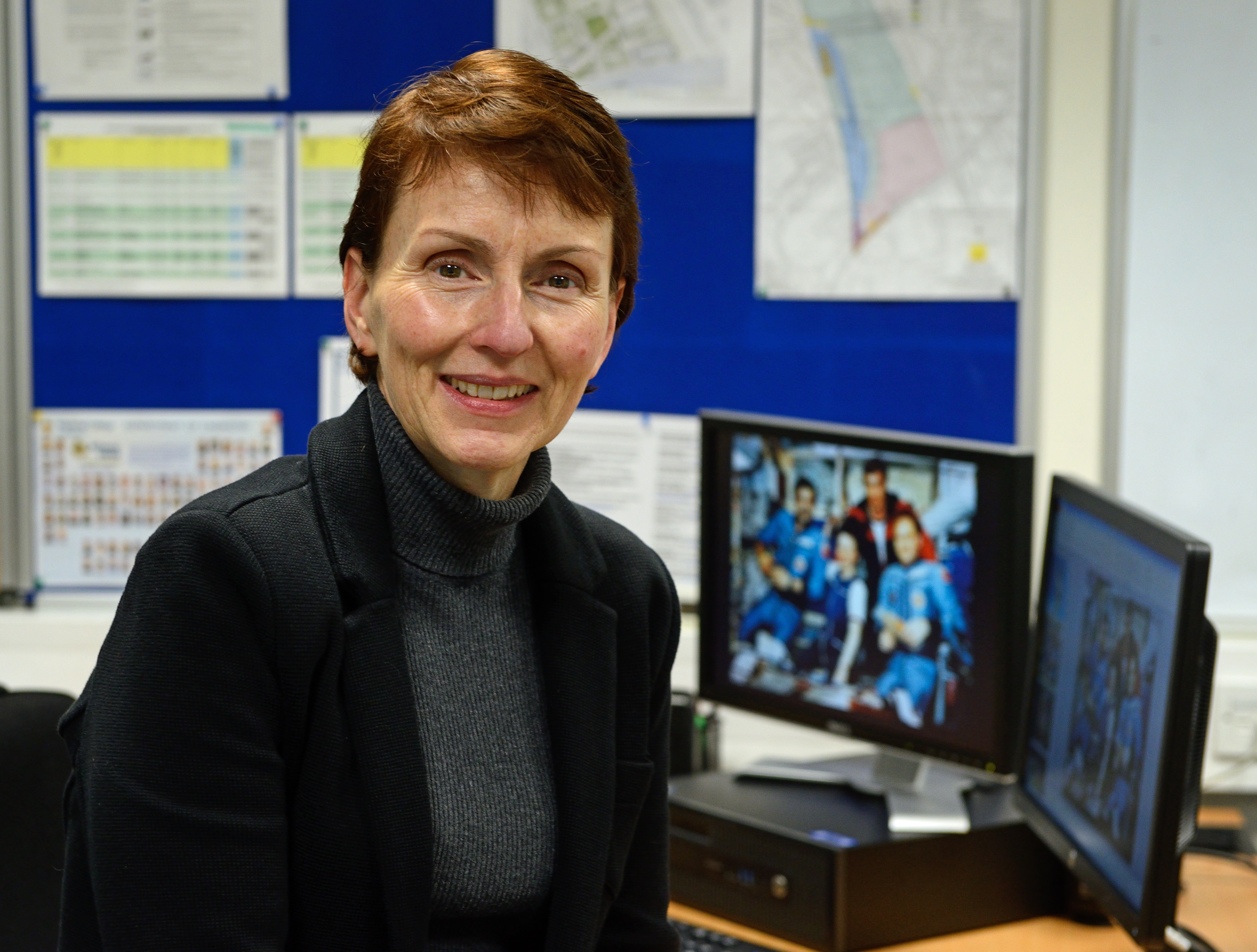
Helen Sharman, a primeira pessoa do Reino Unido no espaço (1991)
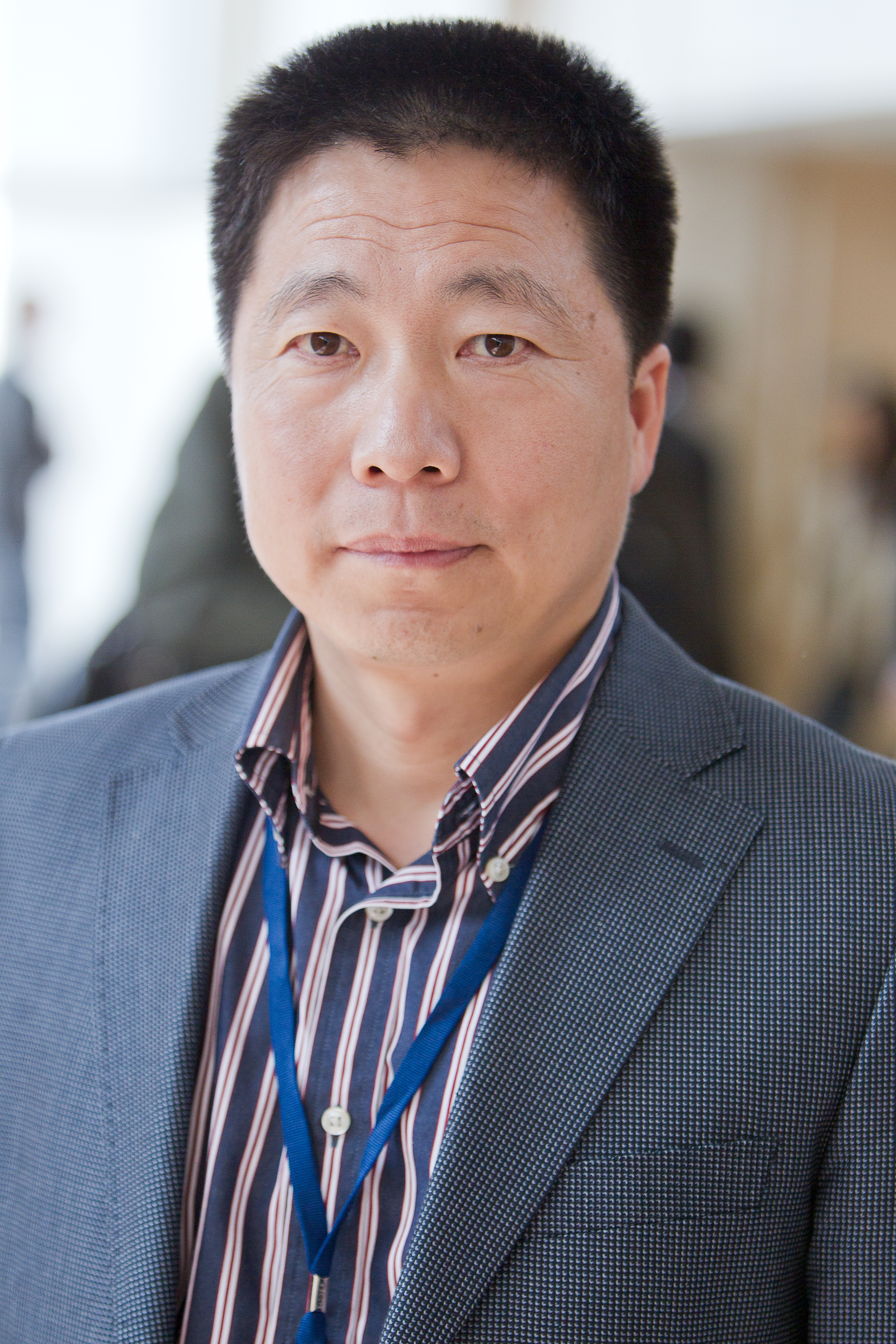
Yang Liwei da China, a terceira nação a enviar uma pessoa ao espaço (2003)
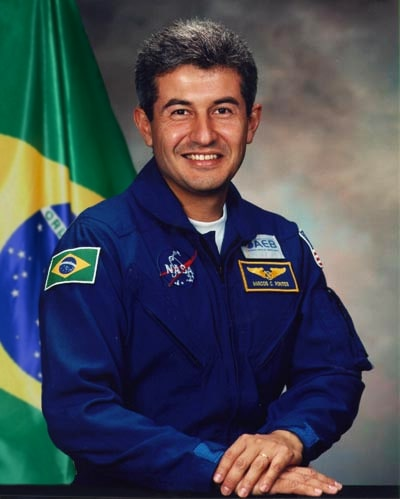
Marcos Pontes, do Brasil, o primeiro Sul Americano e o primeiro lusófono no espaço (2006)

## Ligação externa
- Current Space Demographics, compilado por William Harwood, Consultor Espacial da CBS News, e Rob Navias, NASA.